# Celastrus
Genre
Celastrus est un genre de plantes à fleurs de la famille des Celastraceae, regroupant une quarantaine d'espèces actuelles et plus d'une centaine d'espèces fossiles. Ce sont des lianes, et des arbustes, originaires d'Amérique et d'Asie, certaines espèces ayant été naturalisées en Europe, devenant envahissantes.

## Description

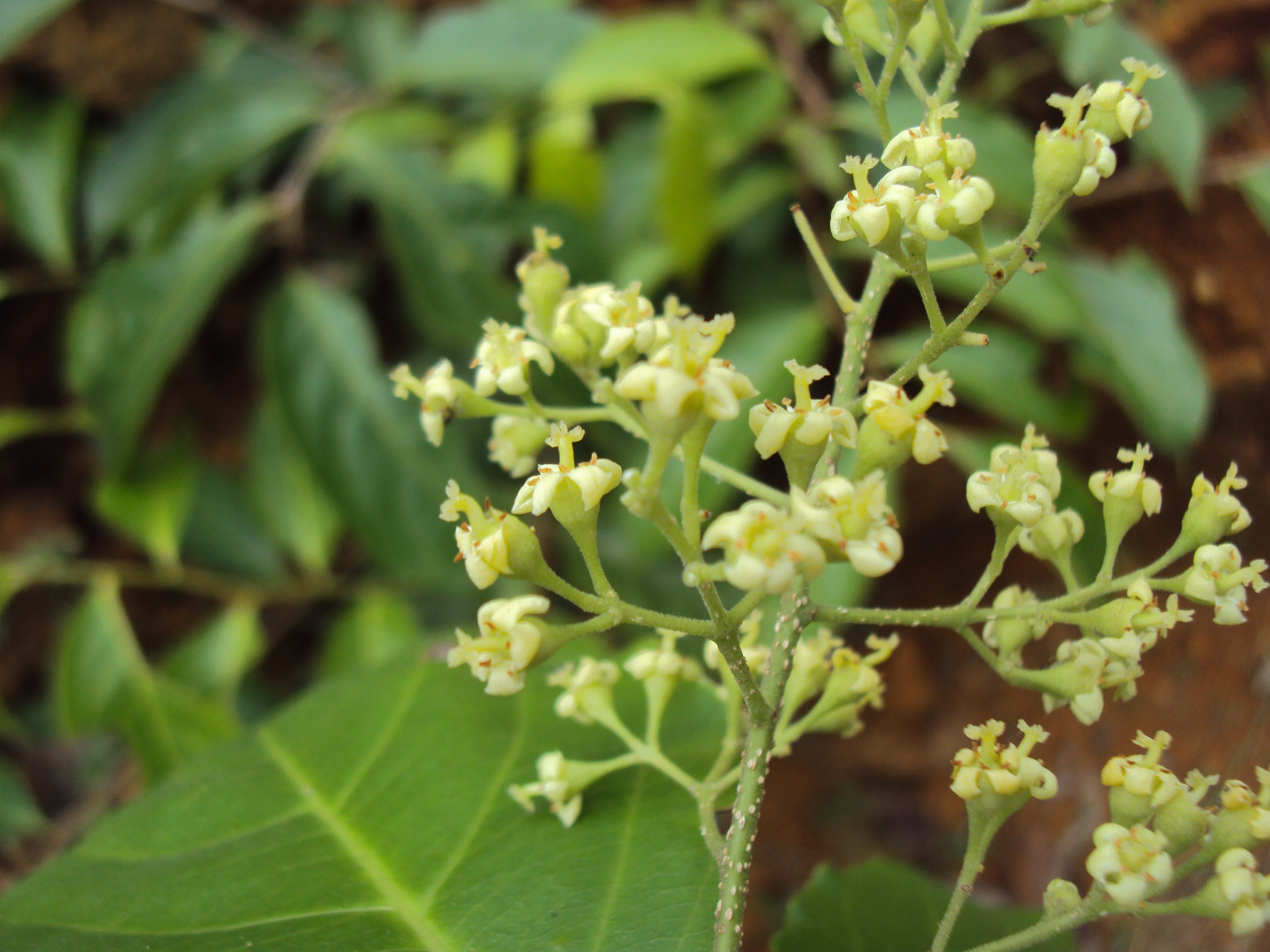
Inflorescence de Celastrus paniculatus.

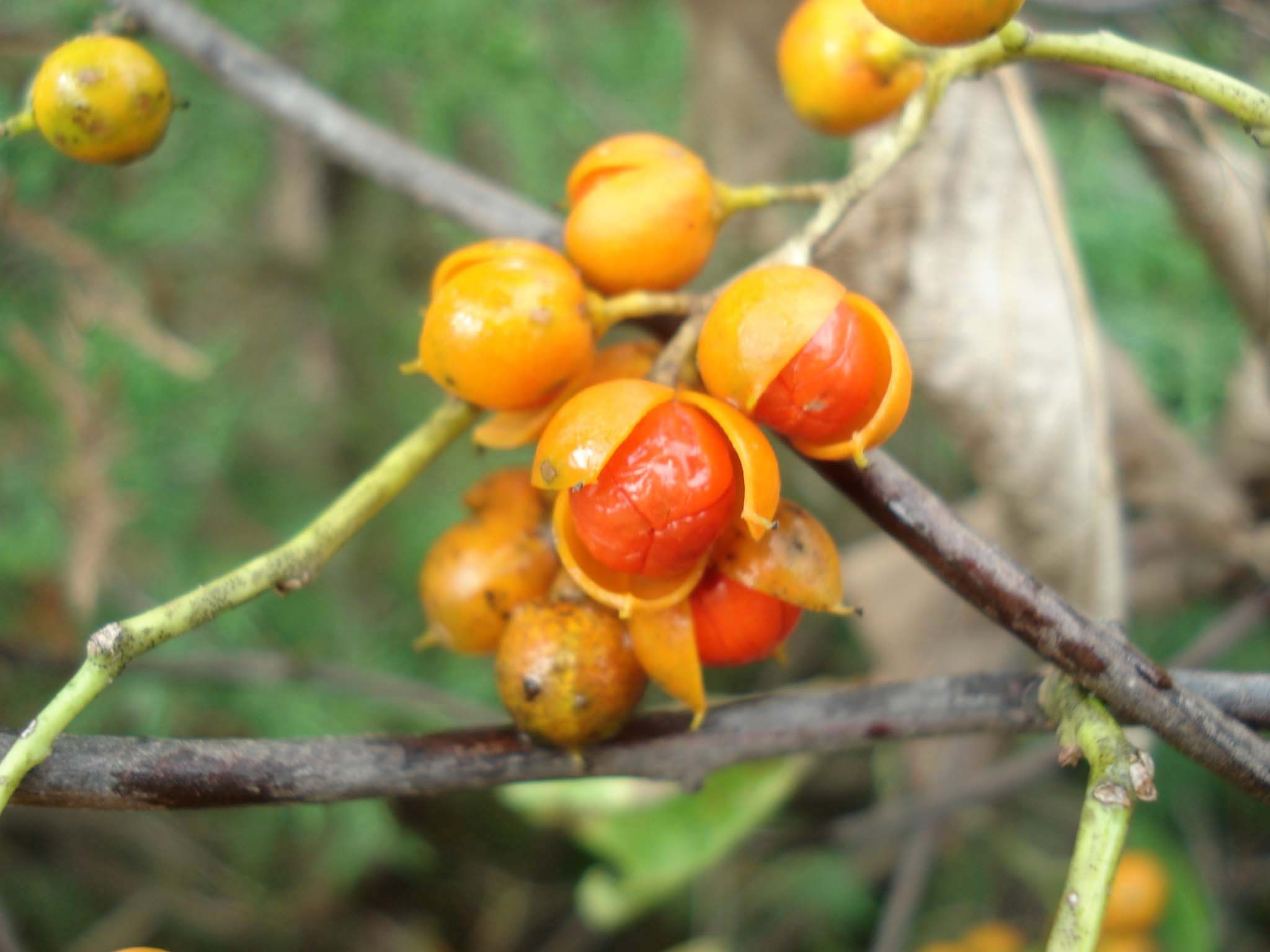
Fruits de Celastrus scandens.

Ce sont des arbustes grimpants à retombants, ou lianes, à feuilles caduques ou persistantes, glabres ou pubescents, avec des lenticelles grises oblongues ou circulaires ; les écailles des bourgeons sont imbriquées. Les feuilles sont alternes, sub-entières ou dentelées, à stipules petites, linéaires, caduques.
Les inflorescences sont axillaires ou terminales, en cymes, en thyrses ou en fleurs solitaires. Les fleurs sont unisexuées, rarement bisexuées, rarement dioïques, verdâtres ou blanc jaunâtre, à verticilles à cinq lobes. Le disque est membraneux ou charnu, annulaire à cupuliforme, entier ou légèrement pentalobé, intrastaminal ; les anthères sont déhiscentes longitudinalement, introrses. L'ovaire se divise en trois locules, séparé ou légèrement adné au disque ; les ovules sont érigés, un ou deux par locule.
Le fruit est une capsule globulaire, jaunâtre, coriace, à déhiscence loculicide, comptant entre une et six graines ellipsoïdes, enfermées dans une arille charnue, rouge à rouge-orange.

## Répartition

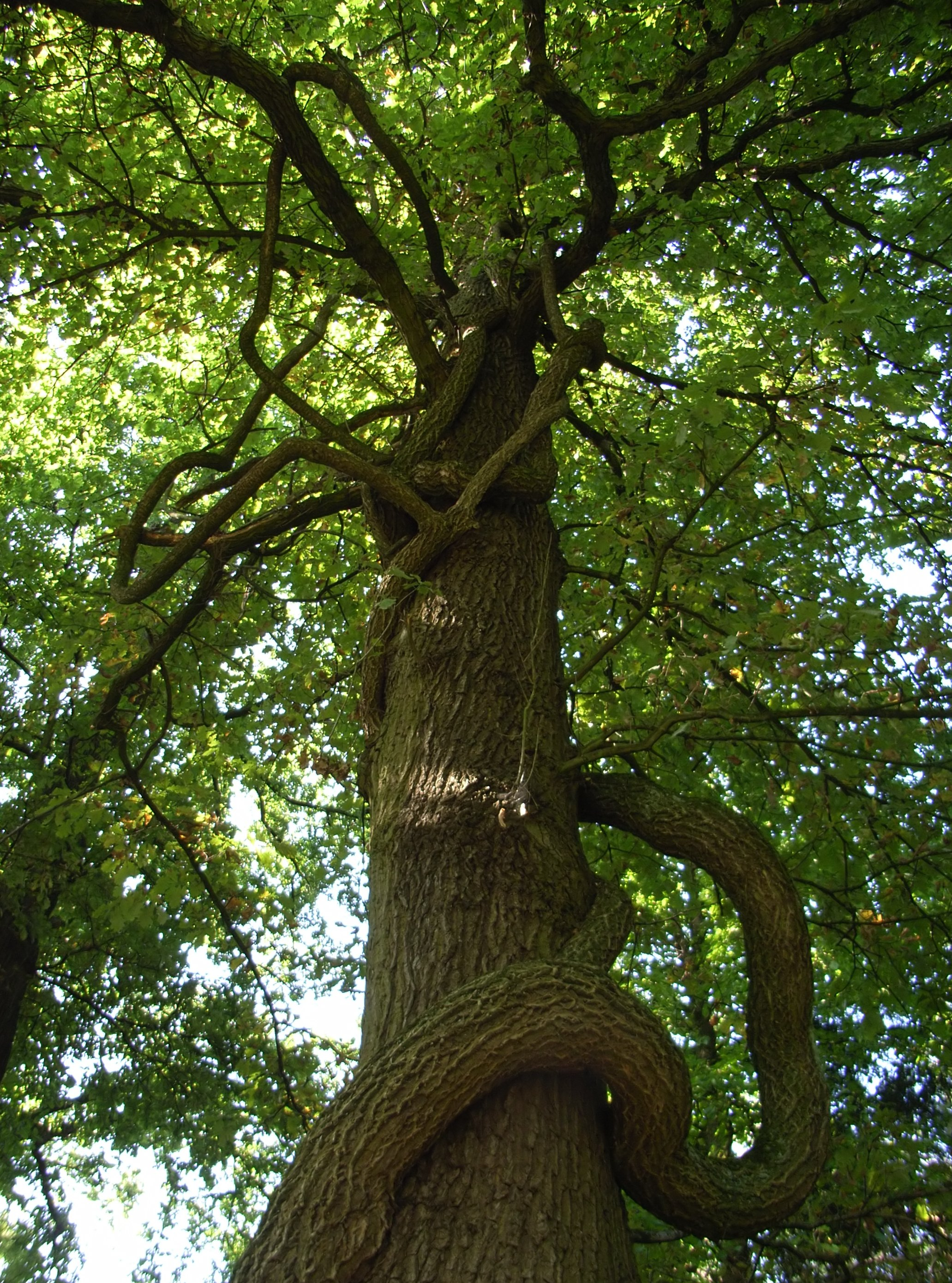
Celastrus orbiculatus (le « Bourreau des arbres ») s'enroulant autour d'un tronc au jardin botanique de Bielefeld.

Ce genre regroupe une quarantaine d'espèces originaires des Amériques (du Nord et du Sud), de Madagascar, d'Extrême-Orient, d'Asie du Sud et du Sud-Est et d'Océanie. Certaines ont été introduites durablement en Europe, pour l'ornement, dont Celastrus orbiculatus qui y est réglementée. Deux espèces sont présentes en Amérique du Nord : Celastrus scandens et Celastrus orbiculatus, vingt-cinq en Chine, dont seize endémiques, une seule au Pakistan : Celastrus paniculatus, une seule en Nouvelle-Calédonie : Celastrus subspicatus et une (introduite) en France : Celastrus scandens.
Des fossiles du genre ont été retrouvés en Amérique du Nord, en Asie et en Europe, datant du Miocène, de l'Éocène et du Crétacé pour les plus anciens, ayant mené à la description de plus d'une centaine d'espèces (voir infra).

## Systématique

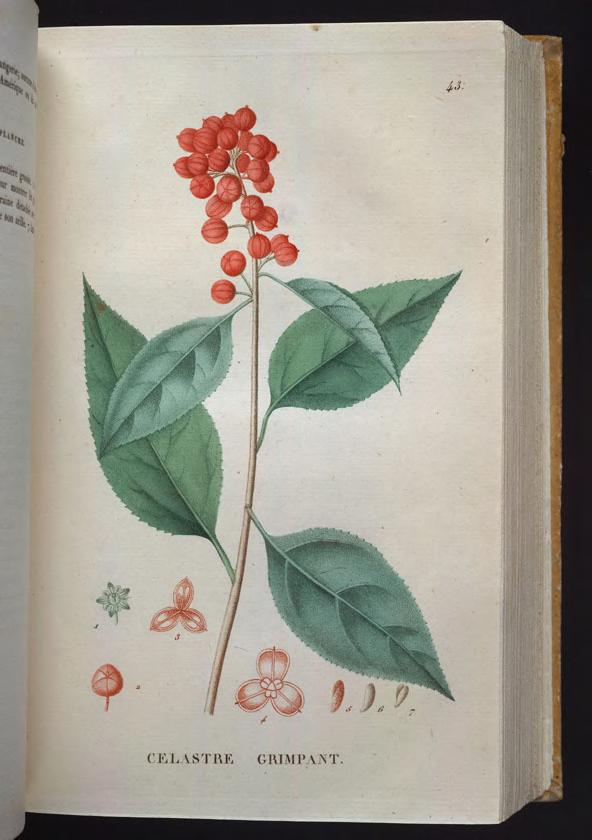
Illustration botanique du Célastre grimpant (Celastrus scandens), l'espèce type, dans le Traité des arbrisseaux et des arbustes cultivés en France et en pleine terre (1825).

Le genre a été formellement décrit en 1753 par le naturaliste suédois Carl von Linné, dans son ouvrage fondateur de la nomenclature moderne Species Plantarum. Le nom correct Celastrus est un nomen conservandum (nom. cons.),. Celastrus scandens, décrite à la même page, est l'espèce type, désignée ultérieurement comme telle par Hitchcock et Green en 1929.
Celastrus est divisé en deux sous-genres : Celastrus subg. Celastrus et C. subg. Racemocelastrus Ding Hou. C'est le genre type de la tribu des Celastreae, de la sous-famille des Celastroideae, de la famille des Celastraceae et de l'ordre des Celastrales.

### Synonymes
Celastrus L. a pour synonymes :
- Catha G.Don
- Evonimoides Duhamel
- Evonymoides Isnard ex Medik.
- Monocelastrus F.T.Wang & Tang
- Schieckea H.Karst.

### Liste des espèces

#### Espèces actuelles

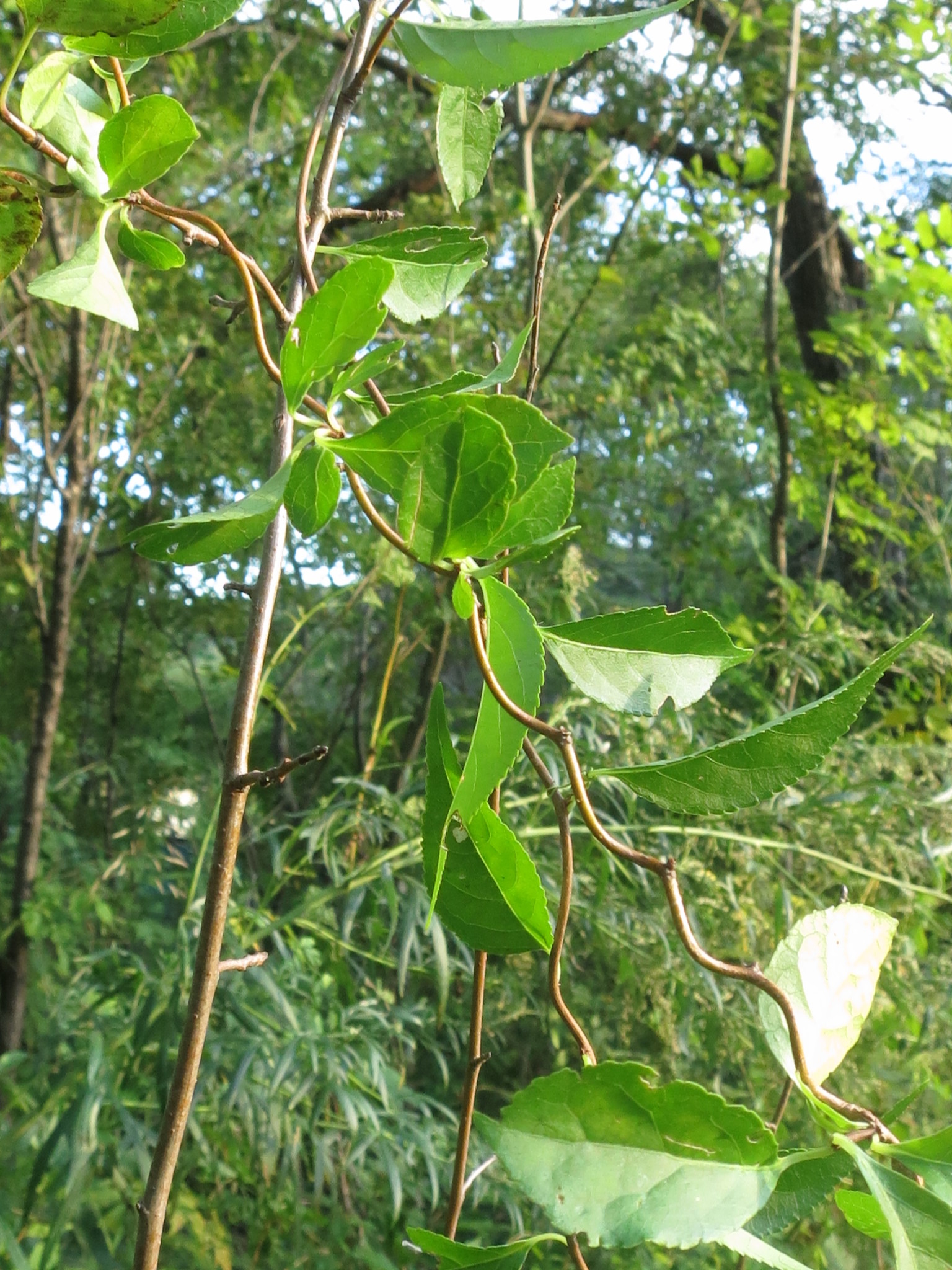
Celastrus flagellaris.
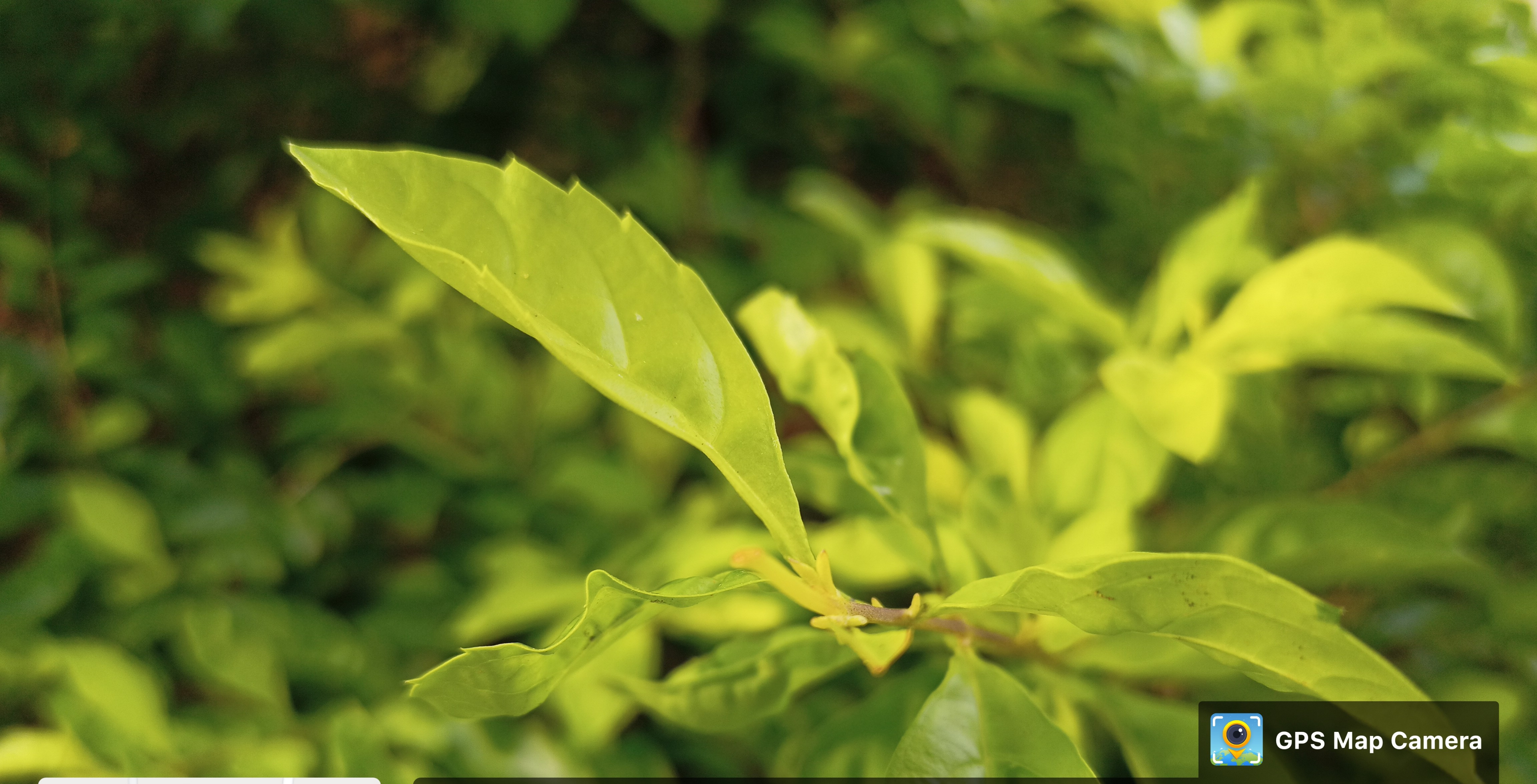
Celastrus hindsii.
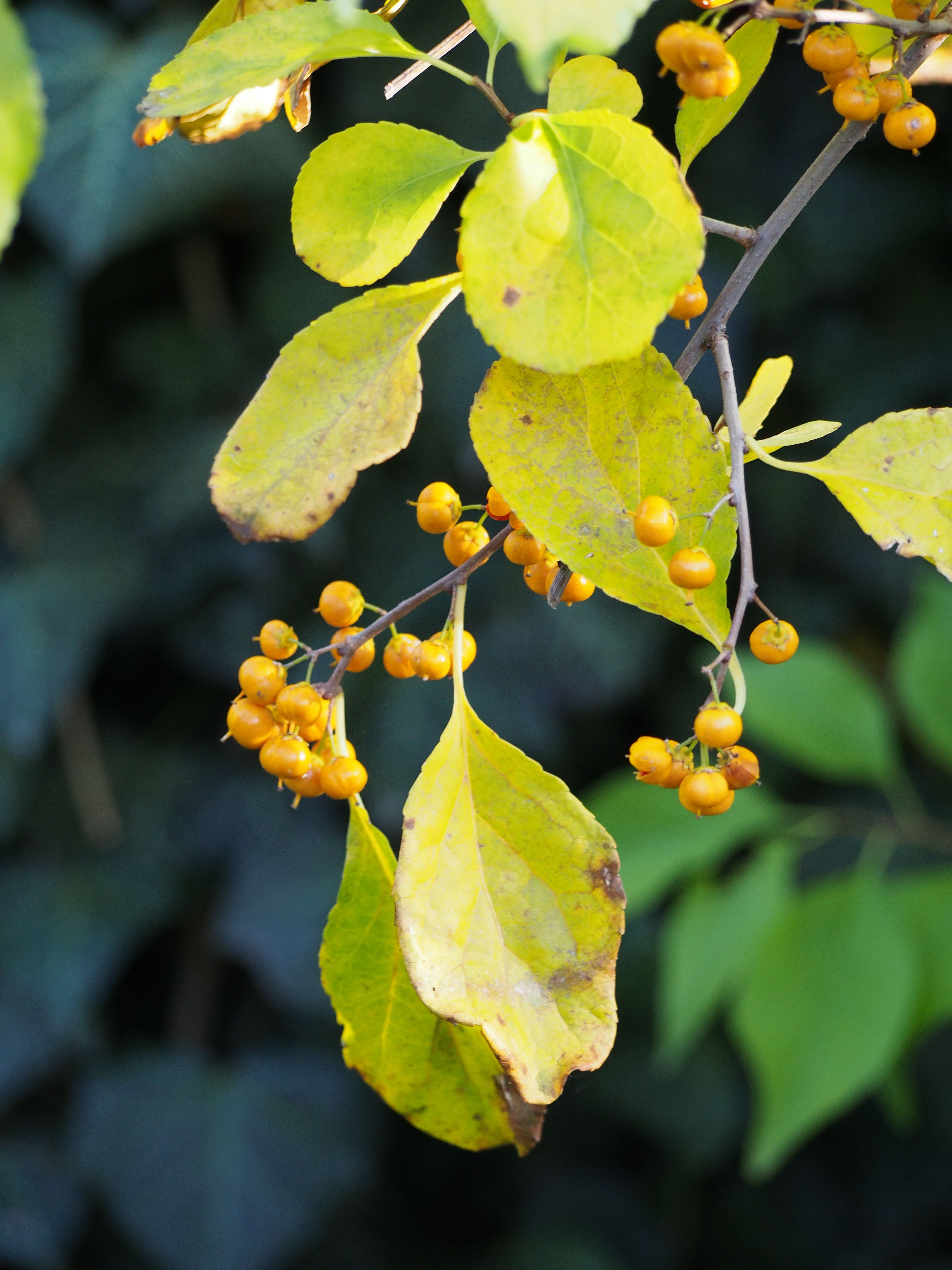
Celastrus hypoleucus.
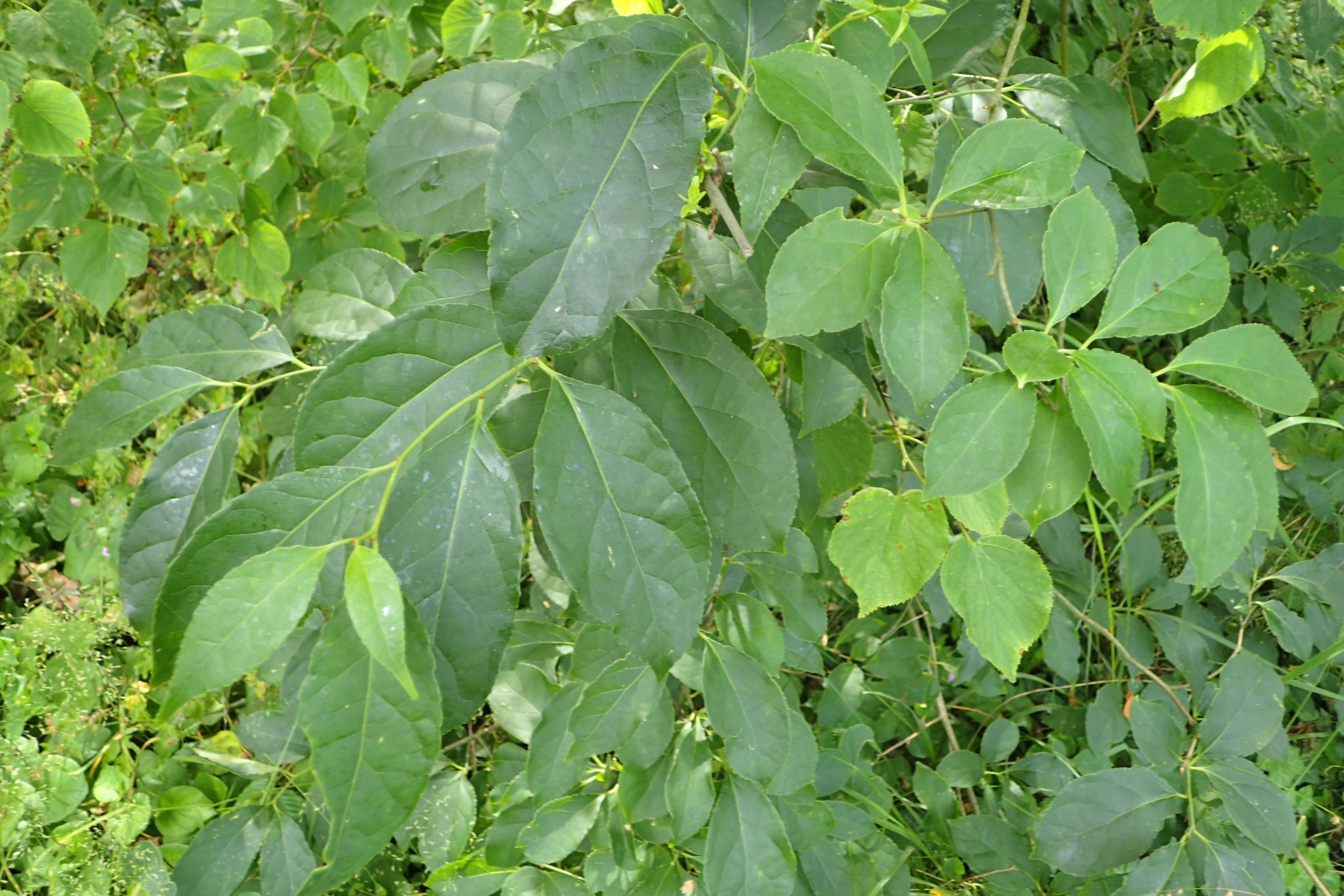
Celastrus rosthornianus.
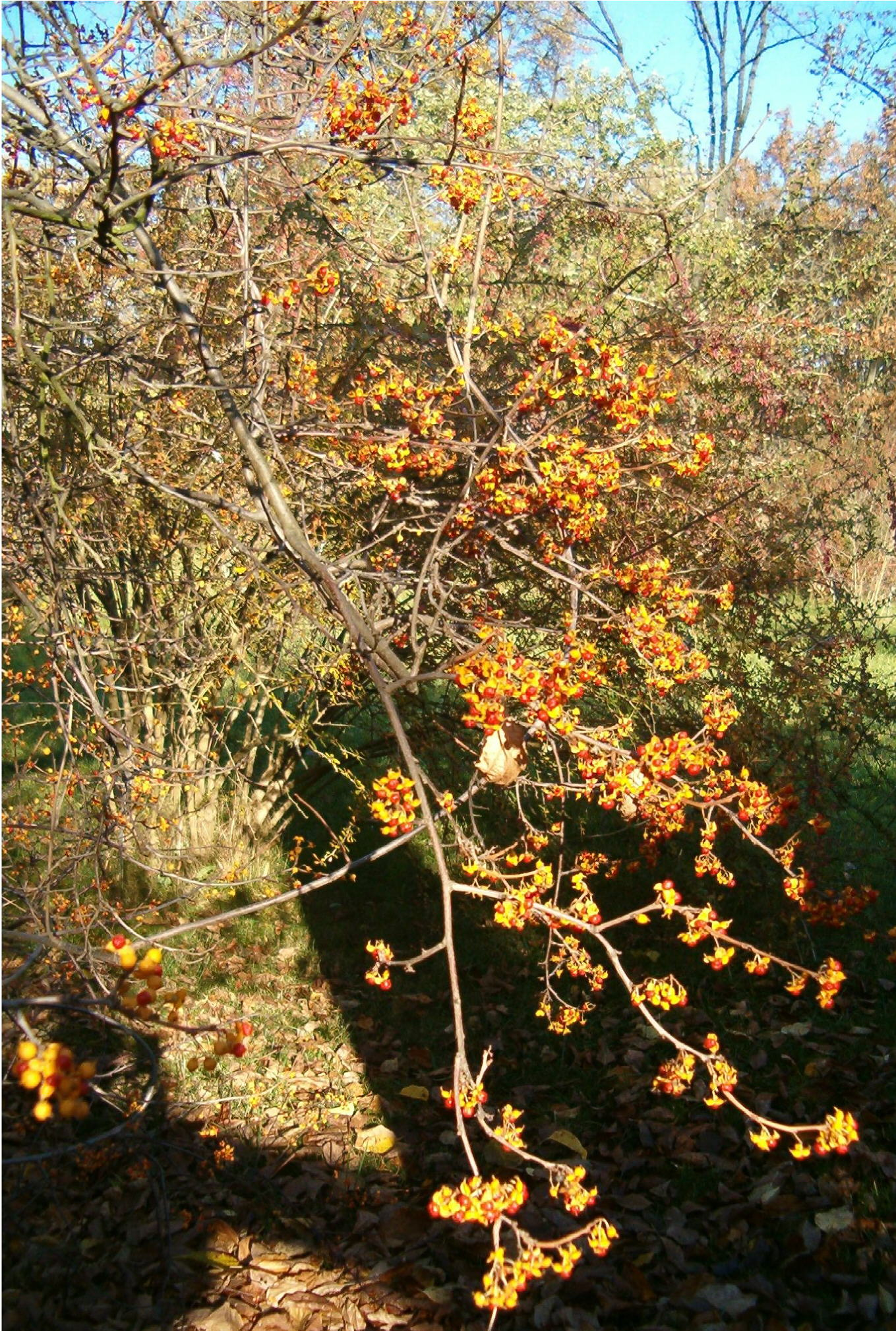
Celastrus striangularis.

Selon Plants of the World online (POWO) (23 juillet 2022) :
- Celastrus aculeatus Merr.
- Celastrus angulatus Maxim.
- Celastrus australis Harv. & F.Muell.
- Celastrus caseariifolius Lundell
- Celastrus cuneatus (Rehder & E.H.Wilson) C.Y.Cheng & T.C.Kao
- Celastrus flagellaris Rupr.
- Celastrus franchetianus Loes.
- Celastrus gemmatus Loes.
- Celastrus glaucophyllus Rehder & E.H.Wilson
- Celastrus grenadensis Urb.
- Celastrus hindsii Benth.
- Celastrus hirsutus H.F.Comber
- Celastrus homaliifolius P.S.Hsu
- Celastrus hookeri Prain
- Celastrus hypoleucoides P.L.Chiu
- Celastrus hypoleucus (Oliv.) Warb. ex Loes.
- Celastrus kusanoi Hayata
- Celastrus lenticellatus Lundell
- Celastrus madagascariensis Loes.
- Celastrus membranifolius Prain
- Celastrus microcarpus D.Don
- Celastrus monospermoides Loes.
- Celastrus monospermus Roxb.
- Celastrus novoguineensis Merr. & L.M.Perry
- Celastrus oblanceifolius Chen H.Wang & P.C.Tsoong
- Celastrus obovatifolius X.Y.Mu & Z.X.Zhang
- Celastrus orbiculatus Thunb.
- Celastrus panamensis Lundell
- Celastrus paniculatus Willd.
- Celastrus pringlei Rose
- Celastrus punctatus Thunb.
- Celastrus richii A.Gray
- Celastrus rosthornianus Loes.
- Celastrus rugosus Rehder & E.H.Wilson
- Celastrus scandens L.
- Celastrus stephanotiifolius (Makino) Makino
- Celastrus stylosus Wall.
- Celastrus subspicatus Hook.
- Celastrus tonkinensis Pit.
- Celastrus vaniotii (H.Lév.) Rehder
- Celastrus virens (F.T.Wang & T.Tang) C.Y.Cheng & T.C.Kao
- Celastrus vulcanicola Donn.Sm.
- Celastrus yuloensis X.Y.Mu

#### Espèces fossiles
Selon The International Fossil Plant Names Index (IFPNI) (23 juillet 2022) :
- Celastrus acherontis
- Celastrus acuminatoides
- Celastrus acuminatus
- Celastrus adansonii
- Celastrus adscribendus
- Celastrus aeoli
- Celastrus agricolae
- Celastrus alnifolius
- Celastrus andromedae
- Celastrus anthoides
- Celastrus aralensis
- Celastrus arcticus
- Celastrus arethusae
- Celastrus avignonensis
- Celastrus balsamoi
- Celastrus banksiiformis
- Celastrus barmyschensis
- Celastrus bohemicus
- Celastrus bolivarensis
- Celastrus borealis
- Celastrus bruckmannii
- Celastrus buxiformis
- Celastrus caducidentatus
- Celastrus capellinii
- Celastrus cassineifolius
- Celastrus cenomanensis
- Celastrus comparabilis
- Celastrus concinnus
- Celastrus cornianii
- Celastrus crassifolius
- Celastrus crenulatus
- Celastrus culveri
- Celastrus cuneifolius
- Celastrus cunninghamii
- Celastrus curvinervis
- Celastrus dalongia
- Celastrus degener
- Celastrus deperditus
- Celastrus destefanii
- Celastrus deucalionis
- Celastrus dianae
- Celastrus dignatus
- Celastrus doljensis
- Celastrus dubius
- Celastrus elaenus
- Celastrus ellipticus
- Celastrus emarginatus
- Celastrus endymionis
- Celastrus engelhardtii
- Celastrus ettingshausenii
- Celastrus europaeus
- Celastrus evonymelloides
- Celastrus evonymellus
- Celastrus fernquistii
- Celastrus ferrugineus
- Celastrus firmus
- Celastrus fraxinifolius
- Celastrus friedrichii
- Celastrus fromherzii
- Celastrus gardonensis
- Celastrus gaudinii
- Celastrus gorceixii
- Celastrus gracilior
- Celastrus graecus
- Celastrus greithianus
- Celastrus grewiopsis
- Celastrus hartogianus
- Celastrus heeri
- Celastrus herendeenensis
- Celastrus hippolytii
- Celastrus ignotus
- Celastrus ilicoides
- Celastrus illicinoides
- Celastrus imamurae
- Celastrus inaequalis
- Celastrus inquinatus
- Celastrus jaxartesensis
- Celastrus kingiensis
- Celastrus lacerus
- Celastrus lacoei
- Celastrus lanceolatus
- Celastrus laubei
- Celastrus lefroyi
- Celastrus ligniticus
- Celastrus lindgrenii
- Celastrus lucidus
- Celastrus lucinae
- Celastrus maytenus
- Celastrus michelottii
- Celastrus microtropoides
- Celastrus minutulus
- Celastrus minutulus
- Celastrus minutus
- Celastrus mioangulatus
- Celastrus montanensis
- Celastrus moravicus
- Celastrus moroi
- Celastrus murchisonii
- Celastrus myrtillifolius
- Celastrus neglectus
- Celastrus noaticus
- Celastrus numerandus
- Celastrus obtusifolius
- Celastrus oeningensis
- Celastrus oligocenicus
- Celastrus opacus
- Celastrus oreophilus
- Celastrus ovatus
- Celastrus ovatus
- Celastrus oxyphyllus
- Celastrus pachyphyllus
- Celastrus pachyphyllus
- Celastrus palaeoacuminatus
- Celastrus palaeoopuloides
- Celastrus palibinii
- Celastrus parvifolius
- Celastrus parvifolius
- Celastrus paucinervis
- Celastrus pedemontanus
- Celastrus pedinos
- Celastrus persei
- Celastrus phlegethontis
- Celastrus plutonis
- Celastrus praeelaenus
- Celastrus praeeuropaeus
- Celastrus preangulatus
- Celastrus protogaeus
- Celastrus proximus
- Celastrus pseudobruckmannii
- Celastrus pseudocurvinervis
- Celastrus pseudoilex
- Celastrus pterospermoides
- Celastrus pygmaeorum
- Celastrus pyrrhae
- Celastrus radobojanus
- Celastrus radobojanus
- Celastrus redditus
- Celastrus ribeiroanus
- Celastrus sagorianus
- Celastrus salcedoensis
- Celastrus salyensis
- Celastrus saportanus
- Celastrus sassafrasifolius
- Celastrus sassafrasifolius
- Celastrus saxonicus
- Celastrus scandentifolius
- Celastrus serratus
- Celastrus sordidus
- Celastrus sotzkianus
- Celastrus sparseserratus
- Celastrus splendidus
- Celastrus stiriacus
- Celastrus stygius
- Celastrus suchovii
- Celastrus taurinensis
- Celastrus tigilensis
- Celastrus trachyticus
- Celastrus turraeanum
- Celastrus typicus
- Celastrus ulmaceus
- Celastrus ungeri
- Celastrus veatchii
- Celastrus venulosus
- Celastrus vetuloniae
- Celastrus vukotinovicii
- Celastrus wardii
- Celastrus winchesteri
- Celastrus zachariensis
- Celastrus zubraensis